# Liste der Naturdenkmale in Kehl
| Naturdenkmale | Anzahl |
| ------------- | ------ |
| FND           | 1      |
| END           | 7      |
| Gesamt        | 8      |

Die Liste der Naturdenkmale in Kehl nennt die verordneten Naturdenkmale (ND) der im baden-württembergischen Ortenaukreis liegenden Stadt Kehl. In Kehl gibt es insgesamt acht als Naturdenkmal geschützte Objekte, davon ein flächenhaftes Naturdenkmal (FND) und sieben Einzelgebilde-Naturdenkmale (END).
Stand: 1. November 2016.

## Flächenhafte Naturdenkmale (FND)
| Name                     | Bild | Kennung     | Einzelheiten  | Position | Fläche Hektar | Datum        |
| ------------------------ | ---- | ----------- | ------------- | -------- | ------------- | ------------ |
| Honauer Gießen           | BW   | 83170570009 | Kehl, Rheinau | ⊙        | 2,1           | 8. März 1988 |
| Legende für Naturdenkmal |      |             |               |          |               |              |

## Einzelgebilde (END)
| Name                          | Bild | Kennung     | Einzelheiten | Position | Fläche Hektar | Datum         |
| ----------------------------- | ---- | ----------- | ------------ | -------- | ------------- | ------------- |
| Dorflinde                     |      | 83170570005 | Kehl         | ???      | 0,0           | 21. Juli 1956 |
| Eichen König                  |      | 83170570003 | Kehl         | ???      | 0,0           | 21. Juli 1956 |
| Große Trauerweide             |      | 83170570002 | Kehl         | ???      | 0,0           | 21. Juli 1956 |
| Parklinde                     |      | 83170570004 | Kehl         | ???      | 0,0           | 21. Juli 1956 |
| Platane vor Wirtshaus         |      | 83170570006 | Kehl         | ???      | 0,0           | 3. Dez. 1958  |
| Platane                       |      | 83170570008 | Kehl         | ???      | 0,0           | 28. Okt. 1986 |
| Stieleiche (vor alter Schule) |      | 83170570007 | Kehl         | ???      | 0,0           | 3. Dez. 1958  |
| Legende für Naturdenkmal      |      |             |              |          |               |               |